# The Romance of Tiger and Rose
The Romance of Tiger and Rose (chino simplificado: 传闻中的陈芊芊, pinyin: Chuan Wen Zhong De San Gong Zhu), es una popular serie de televisión china transmitida del 18 de mayo del 2020 hasta ahora, a través de Tencent Video.
En agosto del 2020 se anunció que la serie había sido renovada para una segunda temporada.

## Sinopsis
La serie sigue la historia de Chen Xiaoqian, una guionista que termina atrapada en su propia novela y tomando el papel de uno de sus personajes, el cual no está destinado a vivir más de tres episodios, ya que ha escrito que morirá el día de su boda y a manos de su esposo.
Xiaoqian trabajó mucho para crear el drama "The Tiger Sniffing the Rose", el cual está centrado en las mujeres, sin embargo cuando el actor principal Han Mingxing y algunos miembros de la producción, no están de acuerdo con algunas cosas escritas en el guion, las filmaciones se ven comprometidas, por lo que Xiaoqian jura demostrarles a todos que están equivocados y que tiene habilidad para la escritura.
Sin embargo las cosas no van de acuerdo al plan y termina dentro de un mundo paralelo en donde su historia ha cobrado vida. Ahí se ha convertido en la tercera princesa de la ciudad de Huayuan: Chen Qianqian, un personaje secundario en su historia y una joven mujer con mala reputación. Decidida a no morir y regresar a su mundo, Xiaoqian decide usar su conocimiento del guion y comienza a buscar una forma de revertir el destino de Qianqian, mientras intenta sobrevivir a las personas que quieren lastimarla.
Las cosas se complican cuando queda atrapada entre el arrogante pero rico príncipe de la ciudad de Xuanhu: Han Shuo y el ministro de educación Pei Heng (su prometido por contrato). Aunque al inicio la princesa y Han Shuo se molestan constantemente poco a poco comienzan a enamorase.

## Reparto

### Personajes principales[5]
| Actor                  | Personaje                            | N.º de episodios | Notas |
| ---------------------- | ------------------------------------ | ---------------- | --- |
| Zhao Lusi Fang Yingxin | Princesa Chen Qianqian Chen Xiaoqian | 24               | Chen Xiaoqian: es una joven escritora inteligente y amable que accidentalmente queda atrapada en su novela "The Tiger Sniffing the Rose", donde se convierte en la tercera princesa de la ciudad de Huayuan. Para sobrevivir a su propia historia, tiene que cambiar la impresión que todos tienen de la princesa. En el proceso termina enamorándose del Príncipe Han Shuo. Princesa Chen Qianqian: es la rebelde, voluntariosa e imprudente tercera princesa de la ciudad de Huayuan, tiene una mala reputación entre la gente de la ciudad debido a que hace lo que quiere sin tener en cuenta a nadie. Cuando Xiaoqian queda atrapada en su novela y se convierte en la princesa, comienza a cambiar la imagen que todos tienen de ella. Es muy buena en el Kung-fu y más tarde se convierte en la siguiente Princesa heredera de la ciudad de Huayuan. |
| Ding Yuxi              | Príncipe Han Shuo Han Mingxing       | 24               | Príncipe Han Shuo (Beixia): es el joven y atractivo príncipe de la ciudad de Xuanhu. Es un hombre sabio, habilidoso y meticuloso, así como un experto en la lucha y las artes. Sufre de una enfermedad del corazón, por lo que los doctores creen que morirá antes de cumplir los 20 años. Es enviado a la ciudad de Huayuan como rehén para casarse con una de las princesas. Al inicio planea matar a su futura esposa y robar la medicina más importante de la ciudad (el hueso del dragón) la cual puede curarlo, sin embargo cuando conoce a la Princesa Chen Qianqian poco a poco comienza a enamorarse de ella y jura protegerla de quienes quieren hacerle daño. Han Mingxing: es un joven actor que es contratado para interpretar el personaje del Príncipe Han Shuo en la serie "The Tiger Sniffing the Rose" de la escritora Chen Xiaoqian.     |

### Personajes secundarios
| Actor                                         | Personaje              | N.º de episodios | Notas |
| --------------------------------------------- | ---------------------- | ---------------- | --- |
| Hu Caihong (胡彩虹)                           | Emperatriz Liang       | -                | Es la Emperatriz de la ciudad de Huayuan y la madre de las princesas Chen Qianqian, Chen Yuanyuan y Chen Chuchu. |
| Zhao Xin (赵昕)                               | Princesa Chen Yuanyuan | -                | Es la primera princesa y princesa Real de la ciudad de Huayuan. Debido a un accidente se encuentra en silla de ruedas, por lo que su madre no la favorece. Es una joven atractiva pero tiene miedo a salir y lastimarse, sin embargo todo esto cambia cuando conoce a Su Mu, de quien se enamora. En la historia original Yuanyuan escoge a Su Mu como su esposo, sin embargo él siente que no la merece y decide irse, sin embargo inmediatamente después regresa y jura quedarse siempre a su lado. |
| Zhou Zixin (周紫馨) Shentu Hanqian (申屠韩茜) | Princesa Chen Chuchu   | -                | A pesar de ser considerada como la segunda princesa de la ciudad de Huanyuan, Chuchu en realidad no es hija biológica de la Emperatriz (sin embargo ella no lo sabe). Es considerada como una mujer amable, recta, optimista, hermosa y de buen corazón, sin embargo esto cambia cuando comienza a demostrar su lado celoso y vengativo. Aunque al inicio quiere y protege a Chen Qianqian, en realidad siempre ha sentido celos de ella, ya que considera que su madre la ama más. Las cosas empeoran cuando Qianqian es elegida como la próxima Princesa Heredera y futura Reina. En la historia original se siente atraída por el Príncipe Han Shuo, quien luego de que Xiaoqian entra se enamora y casa con Qianqian, aunque Chuchu intenta convencerlo para que la deje, Han Shuo le deja claro que no está interesado en ella y que sólo ama a Qianqian, lo que la enfurece más. Chuchu intenta matar a Qianqian e incriminar a Han Shuo, sin éxito. Más tarde descubre que en realidad no es parte de la realeza, sino que es la hija de Pei, una fallecida ministra, a quien la Emperatriz Liang estimaba mucho, por lo que después de su muerte y al darse cuenta de que nadie se interesaba por su hija, había decidido criarla. Chuchu queda destrozada por la revelación y finalmente entiende, porque nunca le demostró mucho afecto materno. Poco después es arrestada por sus crímenes y destituida de su título, después de intentar matar a Qianqian, a Li Qin e incriminar a otros, sin éxito. |
| Quan Peilun (权沛伦)                          | Su Mu                  | -                | Es el atractivo, talentoso, popular y observador músico de la academia de danza y música de la ciudad de Huayuan, después de que la princesa Chen Qianqian lo salva de las agresiones de Lin Qi, queda bajo el cargo de Pei Heng. Cuando conoce a la princesa Chen Yuanyuan, pronto se da cuenta de su lado frágil y sensible, por lo que la ayuda a mejorar y poco a poco comienza a enamorarse de ella. También está agradecido con Yuanyuan al demostrarle no tener prejuicios hacia él. A pesar de esto, cuando se da cuenta de que Yuanyuan está enamorada de él, decide irse de su lado, creyendo que no es merecedor de su amor, sin embargo inmediatamente regresa, cuando escucha que está en peligro y le jura que nunca volverá a dejarla. |
| Sheng Yinghao (盛英豪)                        | Pei Heng               | -                | Es el primer ministro de educación y uno de los hombres más atractivos de la ciudad de Huayuan, por lo que varias mujeres lo adoran. Es un joven talentoso con antecedentes familiares perfectos. Tiene un contrato de matrimonio con Chen Qianqian (el cual ha durado más de 10 años, ya que lo rechaza, sin embargo las cosas cambian cuando comienza a sentir celos del Príncipe Han Shuo de quien Qianqian se enamora, por lo que comienza a pelear con él por la atención de Qianqian sin éxito. Más tarde deja su trabajo como ministro de educación y se convierte en un general y ministro de defensa de la ciudad, después de que Chuchu es destituida y encarcelada por sus crímenes. Cuando finalmente se da cuenta de que Qianqian nunca lo amará, decide quedarse a su lado como su amigo. |
| Chen Minghao (陈名豪) Qiu Zibo                | Su Ziying              | -                | Es el asistente y espía encubierto de Pei Heng. Finge ser un joven débil e incapaz de cuidarse a sí mismo, cuando en realidad es un hombre fuerte e inteligente. En la historia original de Chen Xiaoqian, Ziying es el general militar de la princesa Chen Chuchu, a quien ayuda a derrotar a Han Shuo, sin embargo después de que Xiaoqian entra en la trama, termina bajo el mando de la Princesa Chen Qianqian, convirtiéndose en una importante ayuda para ella. |
| Wu Yijia (吴逸迦)                             | Zi Rui                 | 24               | Es el asistente personal de la Princesa Chen Qianqian, a quien siempre asiste y protege. |
| Liu Shuyuan (刘书源)                          | Bai Ji                 | 24               | Es el asistente personal del Príncipe Han Shuo, a quien siempre asiste y protege. |
| Pan Luyu                                      | Zi Nian                | -                | Es el asistente personal de la Princesa Chen Yuanyuan. |
| Wei Xiao (魏笑)                               | Lin Qi                 | -                | Es la hija de una de las familias más ricas de la ciudad de Huayuan y la encargada de manejar la academia de danza y música. Es una mujer voluntariosa, celosa y explosiva, más tarde cambia. Aunque al inicio es amiga de la Princesa Chen Chuchu y está enamorada de Pei Heng, por lo que siente muchos celos de la Princesa Chen Qianqian, por lo que siempre está buscando la forma de lastimarla o dejar mal, esto cambia más tarde cuando Qianqian le salva la vida enviándola a la ciudad de Xuanhu, después de que Chuchu la incriminara de la muerte de Lu Peng. Ahí conoce a un comerciante itinerante de la ciudad, quien la salva cuando estaba gravemente herida y se casan. Poco después Lin Qi salva a Qianqian de un intento de asesinato orquestado por Chuchu, y ambas se vuelven amigas. |
| Shen Chi (沈驰)                               | Meng Guo               | -                | Es el líder de un grupo rebelde, que intenta atacar Huayuan, sin embargo cambia de parecer cuando conoce a la Princesa Chen Qianqian y se hace amigo de ella y juran ser hermanos de sangre. |
| Zhang Bofan (张珀凡)                          | Zi Zhu                 | -                | Es el asistente personal de la Princesa Chen Chuchu. |

### Otros personajes
| Actor                   | Personaje     | N.º de episodios | Notas |
| ----------------------- | ------------- | ---------------- | --- |
| Li Ang (李昂)           | Sang Qi       | -                | Es la mano derecha de la Emperatriz Liang de la ciudad de Huayuan. |
| Zhang Haocheng (张皓承) | -             | -                | Es el Emperador de la ciudad de Xuanhu y el padre de Han Shuo, debido a que en su ciudad los hombres mandan, aparenta darle órdenes a su esposa, pero en realidad está completamente enamorado de ella y la admira. |
| Zhang Tingting (张渟渟) | -             | -                | Es la Señora de la ciudad de Xuanhu y la madre de Han Shuo. Es buena luchando, habilidad que aprendió cuando se disfrazó de hombre para reemplazar a su viejo padre en el ejército.El apellido de su familia es Hua. Cuando Han Shuo lleva a Chen Qianqian a Xuanhu, pronto se hacen amigas. Poco después se convierte en la General de las Tropas de la ciudad de Xuanhu.       |
| Guo Jiayi (郭佳伊)      | Ministra Yang | -                | Es una ministra de la ciudad de Huayuan. |
| Ji Shan                 | Ministra Liu  | -                | Es una ministra. |
| Han Zhigang (韩志刚)    | -             | -                | Es la ama de llaves de la casa Lin. |
| Jin Yanqing             | -             | -                | Es uno de los subordinados de Pei Heng. |
| Zhang Haoge (张豪歌)    | Zhang Yide    | -                | |
| -                       | Che Pi        | -                | Es uno de los miembros de la academia de danza y música de la ciudad de Huayuan. |
| -                       | Lu Peng       | -                | Es el prometido de la Princesa Real, Chen Chuchu intenta incriminar de su muerte a Han Shuo, sin embargo cuando Chen Qianqian, descubre evidencia de su inocencia, Chuchu incrimina a Lin Qi, por lo cual es arrestada. Poco después Qianqian se da cuenta de las intenciones de Chuchu, luego de que la intenta convencer de castigar a Lin Qi con la muerte, por lo que salva. |
| Zhang Minghe            | Ministro Han  | -                | |
| Ge Hao (葛昊)           | -             | -                | Es un enviado de la ciudad Xuanhu. |
| Ning Xianzhou (宁显周)  | -             | -                | Es un agente. |
| Fu Qiang (付强)         | General Li    | -                | Es un general. |
| Fu Jingying (傅京莹)    | Miss Li       | -                | |
| Qiu Xiao                | Miss Wang     | -                | |
| Liu Xin (刘鑫)          | -             | -                | Es un escritor de novelas a quien Chen Xiaoqian acude para que la oriente. |
| Xue Yilun (薛亦伦)      | -             | -                | Es un escritor de novelas a quien Chen Xiaoqian acude para que la oriente. |
| Shi Yan (史艳)          | -             | -                | Es una oficial ceremonial. |
| Deng Ziyu (邓子瑜)      | -             | -                | Es una examinadora. |
| Zheng Yunjie            | -             | -                | Es un juez. |
| Wang Ming               | -             | -                | Es un cuentista. |
| Fan Xiaoming (范晓明)   | -             | -                | |
| Zhang Tao (张涛)        | -             | -                | |

## Episodios[9]
La primera temporada de la serie estuvo conformada por 24 episodios, los cuales fueron emitidos todos los lunes y martes (2 episodios) y (6 episodios más lanzados para VIP) a las 20:00 emitiéndose del 18 de mayo del 2020 hasta el 1 de junio del 2020.
El 8 de mayo de 2020 se anunció que la serie emitiría un epílogo ambientado en los días modernos, estrenado a las 12 de la tarde del 9 de junio del mismo año.

## Música
| N.º | Intérprete(s)                         | Canción             | Letra  | Composición | Notas               |
| --- | ------------------------------------- | ------------------- | ------ | ----------- | ------------------- |
| 1   | Shuang Sheng (双笙) y Yao Yang (妖扬) | "Moon Night" (月夜) | 郑凌旭 | 陈欣桦      | (canción de inicio) |
| 2   | Henry Huo (霍尊)                      | "Rumor" (传闻)      | 崔恕   | 洪川        | (canción final)     |
| 3   |                                       | "时光话"            | -      | -           |                     |

## Premios y nominaciones
| Año  | Categoría                     | Premio                            | Nominado (a)                  | Resultado |
| ---- | ----------------------------- | --------------------------------- | ----------------------------- | --------- |
| 2020 | Most Popular Content Overseas | Tencent Video All Star Night 2020 | The Romance of Tiger and Rose | Ganó      |

## Producción
La serie también es conocida como "The Rumored Third Princess".
Fue dirigida por Cha Chuanyi (查传谊), quien contó con el apoyo de la guionista Nan Zhen (南镇). Mientras que la producción estuvo a cargo de Yu Baimei (俞白眉).
La serie también contó con el apoyo de las compañías de producción Tencent Penguin Pictures y Orange Image.

## Recepción[14]
La serie fue bien recibida, en especial la actuación y química de los actores Ding Yuxi y Zhao Lusi, así como los momentos humorísticos y divertidos de los actores Wu Yijia y Liu Shuyuan. También ha ganado un considerable número de seguidores debido a sus argumentos creativos y románticos que abordan temas sociales como la desigualdad de género, la baja tasa de natalidad y los derechos de las mujeres.
Al 2 de mayo del 2020 el drama había logrado obtener una puntuación de 7.5 en el sitio de revisión chino Douban, así como más de 897 millones de visitas en Tencent Video, según la plataforma china de venta de entradas Maoyan. Conforme transcurren los días la serie sigue aumentando y ha obtenido más de 2 mil millones de visitas en Tencent Video. En Douban tiene más de 100k+ comentarios y considera a la serie como uno de los tres dramas más populares.
Debido a su gran popularidad, los espectadores pidieron a la producción que realizaran una segunda temporada, la cual fue confirmada en agosto del 2020.